# Film slovacchi proposti per l'Oscar al miglior film straniero
A partire dal 1994 la Slovacchia ha cominciato a presentare film all'Academy of Motion Picture Arts and Sciences che lo rappresentassero all'Oscar come miglior film di lingua straniera.
Tuttavia fino ad ora nessun film slovacco è entrato a far parte della cinquina finale delle nomination.
Per ben sette volte sono stati selezionati film di Martin Šulík.
| Anno | Film                            | Regia             | Risultato     |
| ---- | ------------------------------- | ----------------- | ------------- |
| 1994 | Všetko čo mám rád               | Martin Šulík      | Non candidato |
| 1995 | Anjel milosrdenstva             | Miloslav Luther   | Non candidato |
| 1996 | Záhrada                         | Martin Šulík      | Non candidato |
| 1998 | Orbis Pictus                    | Martin Šulík      | Non candidato |
| 1999 | Rivers of Babylon               | Vladimír Balco    | Non candidato |
| 2000 | Všichni moji blízcí             | Matej Mináč       | Non candidato |
| 2001 | Krajinka                        | Martin Šulík      | Non candidato |
| 2003 | Kruté radosti                   | Juraj Nvota       | Non candidato |
| 2004 | König der Diebe (Král zlodejov) | Ivan Fíla         | Non candidato |
| 2006 | Slnečný štát                    | Martin Šulík      | Non candidato |
| 2008 | Návrat bocianov                 | Martin Repka      | Non candidato |
| 2009 | Slepe lásky                     | Juraj Lehotský    | Non candidato |
| 2010 | Nedodržaný sľub                 | Jiří Chlumský     | Non candidato |
| 2011 | Hranica                         | Jaroslav Vojtek   | Non candidato |
| 2012 | Cigán                           | Martin Šulík      | Non candidato |
| 2013 | Až do mesta Aš                  | Iveta Grófová     | Non candidato |
| 2014 | My Dog Killer (Môj pes Killer)  | Mira Fornay       | Non candidato |
| 2015 | Krok do tmy                     | Miloslav Luther   | Non candidato |
| 2016 | Koza                            | Ivan Ostrochovský | Non candidato |
| 2017 | Eva Nová                        | Marko Škop        | Non candidato |
| 2018 | Čiara                           | Peter Bebjak      | Non candidato |
| 2019 | Tlumočník                       | Martin Šulík      | Non candidato |
| 2020 | Let There Be Light              | Marko Škop        | Non candidato |
| 2021 | The Auschwitz Report            | Peter Bebjak      | TBD           |

| Non candidato | Il film è stato proposto dalla Slovacchia, ma non è stato candidato dall'Academy of Motion Picture Arts and Sciences. |
| Short-list    | Il film è entrato nella "short-list" stilata a gennaio dei nove candidati per l'Oscar al miglior film straniero.      |
| Candidato     | Il film è entrato a far parte dei cinque candidati per l'Oscar al miglior film straniero.                             |
| Vincitore     | Il film ha vinto l'Oscar al miglior film straniero.                                                                   |